# Vrljika
A Vrljika egy karszt búvófolyó Horvátországban, az Imotski-mezőn és Bosznia-Hercegovinában a Bekijai-mezőn.

## Leírása
A Vrljika öt nagyobb és több kisebb forrásból fakad, melyek Proložac község és Imotski város határában találhatók. Nagyobb forrásai a Vučja Draga, a Dva oka, az Utopišće, a Jauk és az Opačac. Ezekből látják el ivóvízzel az Imotski-mező területén fekvő falvakat. Átfolyik az Imotski-mezőn, amely során Zmijavcitól neve Maticára változik, majd a Bekijai-mezőn Šajinovac szélén a bosznia-hercegovinai Drinovcinál bukik a föld alá. A Vrljika 20 km hosszú, vízgyűjtőterülete 365 km² területet ölel fel. Peć Mlininél Tihaljina néven újra a felszínre tör, és Trebižat néven folyik tovább a Neretva folyó felé.

## Növény- és állatvilág
Más vízfolyásoktól való elszigeteltsége miatt a Vrljikában számos endemikus halfaj fejlődött ki. A folyó felső folyásán az egyedülálló dalmát pisztráng (Salmothymus obtusirostris) is meg található. A folyó őshonos folyami rákoknak (Astacus astacus) ad otthont. A Vrljika mentén számos madárfaj is él. Mellékfolyóiban ehető folyami békák élnek, amelyeket az ínyencek különlegességként értékelnek. Alsó szakaszán télen vadkacsák és vadlibák gyűlnek össze, hogy a tenger felé repüljenek.
Vrljika forrásától a perinušai hídig tartó, fél négyzetkilométernyi részt 1971-ben különleges ihthiológiai védett területté nyilvánították. Bár kicsi a mérete, a rezervátumot a magas vízminőség jellemzi, és európai szempontból ihtiológiailag nagyon értékes terület.

## Fordítás
Ez a szócikk részben vagy egészben  a   Vrljika című horvát Wikipédia-szócikk ezen változatának fordításán alapul.  Az eredeti cikk szerkesztőit annak laptörténete sorolja fel. Ez a jelzés csupán a megfogalmazás eredetét és a szerzői jogokat jelzi, nem szolgál a cikkben szereplő információk forrásmegjelöléseként.